# 謝玉華
谢玉华，明朝女性人物，番禺曹世兴之妻。
曹世兴为冯氏塾师，刚刚成婚，就带着书箱前往。不久因病回来，就死了，谢玉华誓不改嫁。曹家的老人称赞她，议分祭田给她赡养。有人说谢玉华年轻，当等到丧事完毕，令她回到娘家，谢玉华假装答应。到时候，准备车辆动身，辞别妯娌，说了许多诀别的话，慢慢入室闭门，用刀自断其颈。家人马上凿墙入房，见她血流满衣，尚未气绝，见大家进入，急用以左手从断裂处拉出喉管，右手引刀一割，才死去。